# Biblioteca storica dell'Istituto Campana per l'Istruzione Permanente
La Biblioteca storica dell’Istituto Campana per l’Istruzione Permanente venne fondata nei primi decenni del XVIII secolo, quando si rese necessario adibire un luogo di formazione per gli studenti del neonato Collegio e Seminario Campana di Osimo.
Il patrimonio, oggi costituito da circa 16.000 volumi, ha conosciuto lungo tutto l’arco della sua storia notevoli incrementi, esiti di donazioni da parte di privati e di istituzioni pubbliche del territorio. 

## Storia
Un primo nucleo della Biblioteca doveva essere già presente a Palazzo Campana nei primi anni di vita del Collegio, al quale venne unito il preesistente Seminario vescovile, fondato nel 1715 grazie al lascito testamentario della nobile famiglia Campana di Osimo.

Il fondo conobbe i primi significativi ampliamenti grazie soprattutto alla generosità dei vescovi osimani: una prima donazione, di consistenza non precisata, avvenne per opera del vescovo Giacomo Lanfredini; più tardi, Pompeo Compagnoni, suo successore, destinò al Collegio e Seminario 51 volumi, al fine di dotare la raccolta di testi patristici; infine, Guido Calcagnini fece dono alla biblioteca di circa duecento volumi.

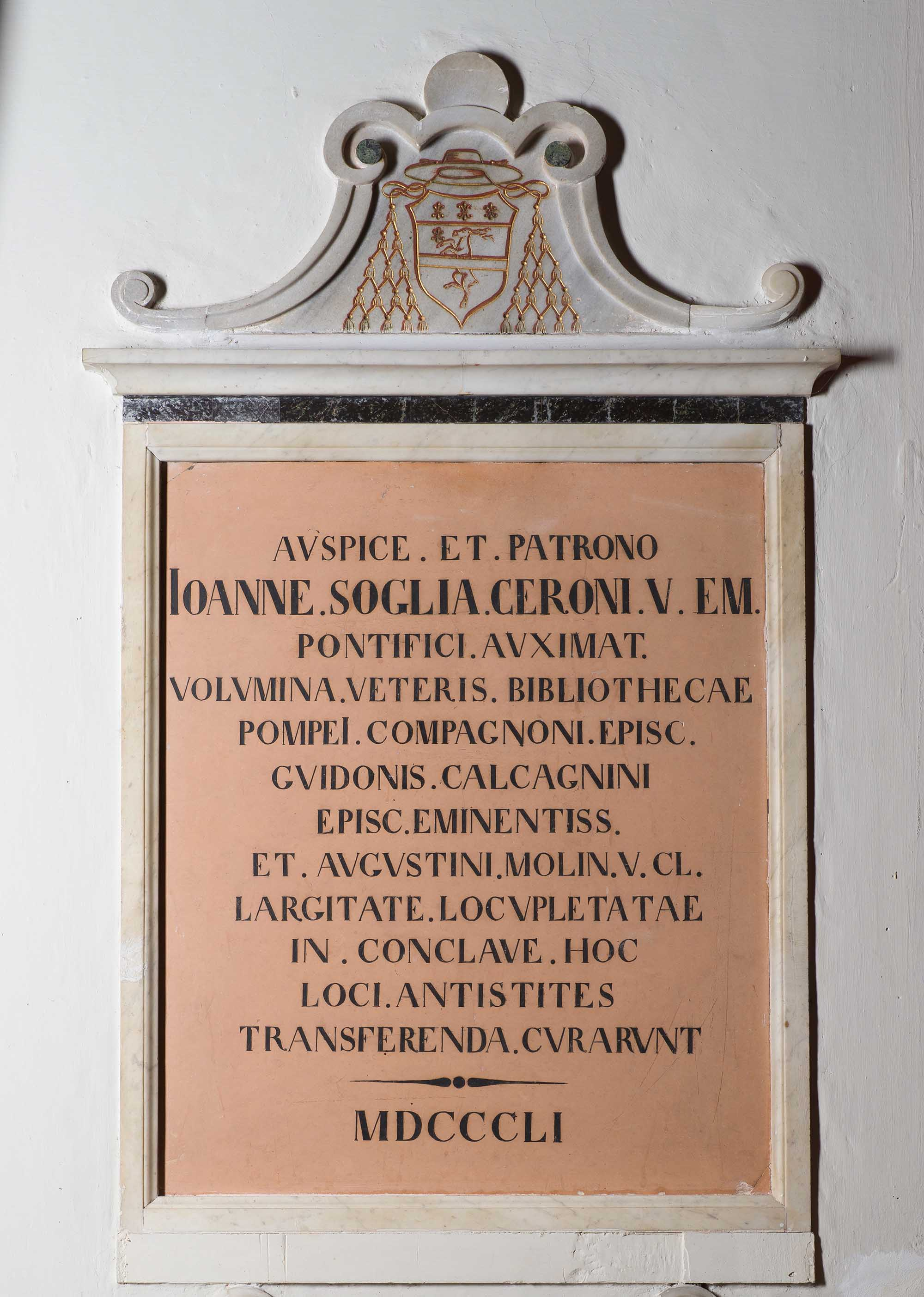
Epigrafe in memoria di Giovanni Soglia Ceroni situata sulla parete di fondo della sala della Biblioteca Storica di Palazzo Campana.

Un significativo incremento della Biblioteca è attribuibile ad Agostino Maria Molin, docente presso il Collegio e Seminario Campana, il quale, con un lascito testamentario, donò al Seminario tutti i volumi della sua biblioteca personale. La donazione moliniana comprendeva quasi 10.000 volumi, tra libri a stampa e manoscritti: per questo motivo si determinò l’esigenza di una risistemazione della Biblioteca in ambienti più spaziosi.
Nel 1851 si procedette, quindi, al trasferimento dei libri presso l’attuale collocazione: una sala situata al primo piano di Palazzo Campana, riccamente decorata con motivi a grottesche e dotata di scaffalature lignee originali. Una lapide posta sulla parete di fondo della stanza celebra la nuova sistemazione, avvenuta per volere del cardinale Giovanni Soglia Ceroni, vescovo della diocesi di Osimo.
Nel 1860, l’estensione della Legge Casati al territorio marchigiano determinò la scissione del Collegio dal Seminario e, di conseguenza, una lunga e travagliata contesa per la ripartizione dei volumi della Biblioteca. Solo nel 1899 si raggiunse un accordo, sulla base del quale a ciascuna delle due istituzioni fu assegnata la metà del patrimonio.
Per sopperire all’ingente perdita, il Comune di Osimo decise di destinare al Collegio una parte dei volumi appartenuti a Giuseppe Ignazio Montanari, che era stato docente presso la struttura, e che per via testamentaria aveva lasciato la propria collezione alla Biblioteca Comunale.
A partire dal 1902, lavori di ristrutturazione degli ambienti della Biblioteca Comunale “Francesco Cini” determinarono il trasferimento temporaneo dei volumi presso Palazzo Campana, in attesa della nuova sede. Conclusi i lavori, nel 1923, la lunga permanenza rese difficile il riconoscimento dei volumi della Comunale rispetto a quelli della Biblioteca di Palazzo Campana: è dunque probabile che in questa occasione il fondo abbia raggiunto la consistenza di 16.000 volumi, assetto che conserva ancora oggi.
Dal 1984, dopo la chiusura del Collegio, l’Istituto Campana si è dotato di un nuovo statuto, assumendo così l’attuale denominazione. Perduta la sua funzione di supporto agli studenti, la Biblioteca storica si configura oggi come una biblioteca di conservazione.

## Patrimonio
Il patrimonio della Biblioteca Storica dell'Istituto Campana per l'Istruzione Permanente è costituito da circa 16.000 volumi, tra i quali 155 manoscritti (secoli XIV-XX) e 21 incunaboli (risale al 2022, nell’ambito della catalogazione del fondo a stampa, il rinvenimento di un’edizione del 1497 delle Odi di Francesco Filelfo).
La complessa storia del fondo rispecchia la ricchezza del patrimonio: i testi conservati afferiscono agli ambiti della letteratura antica e moderna, della teologia, della storia della Chiesa, della filosofia, ecc.
Tra i manoscritti, spiccano per pregio e antichità quelli provenienti dal lascito di Molin: tra gli altri, un elegante codicetto pergamenaceo in lingua greca, contenente il Nomokanonon di Fozio, e il Messale romano miniato del XV secolo. Tra le opere a stampa si segnalano gli imponenti atlanti geografici di Gerard Mercator e Joan Blaeu.